# Praça Augusto Severo

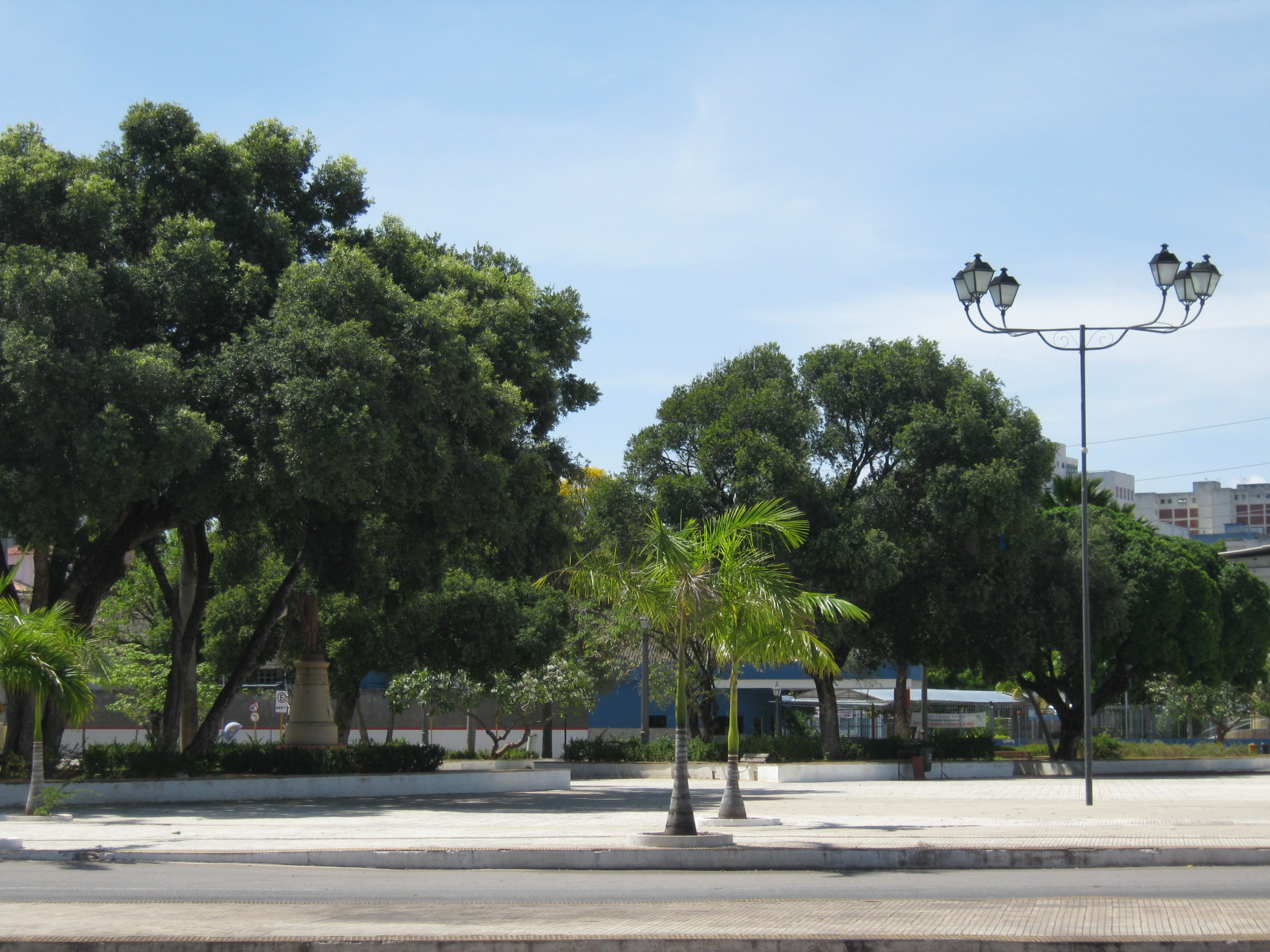
A Praça Augusto Severo também é conhecida como Largo do Teatro, por ter um amplo espaço destinado a realização de eventos.

A Praça Augusto Severo está localizada no bairro da Ribeira em Natal, capital do estado do Rio Grande do Norte. É também denominada como Largo Dom Bosco ou Largo do Teatro, por ter um amplo espaço destinado a realização de eventos. O nome da praça é uma homenagem a Augusto Severo de Albuquerque Maranhão um importante político, inventor e aviador do Rio Grande do Norte que faleceu em 1902. 
Esta praça é a mais importante do bairro da Ribeira e uma das principais do Centro Histórico de Natal, por se encontrar entre os prédios do Teatro Alberto Maranhão, Grupo Escolar Augusto Severo e o Palacete Cel. Juvino Barreto, onde atualmente funciona o Colégio Salesiano São José. Também estão nos arredores da praça o prédio da Estação Natal do Sistema de Trens Urbanos de Natal e o da Companhia de Processamento de Dados do Rio Grande do Norte (Datanorte).
A Praça Augusto Severo já abrigou os mais luxuosos hotéis de Natal como o Internacional, Hotel do Leões e o Avenida, nenhum desses hotéis existe mais. Também abrigou em seus tempos de glória o cinema Politeama, na época o melhor cinema da cidade. A antiga rodoviária da capital funcionava nesta praça e hoje, o prédio funciona como o Museu de Cultura Popular.

## Construção

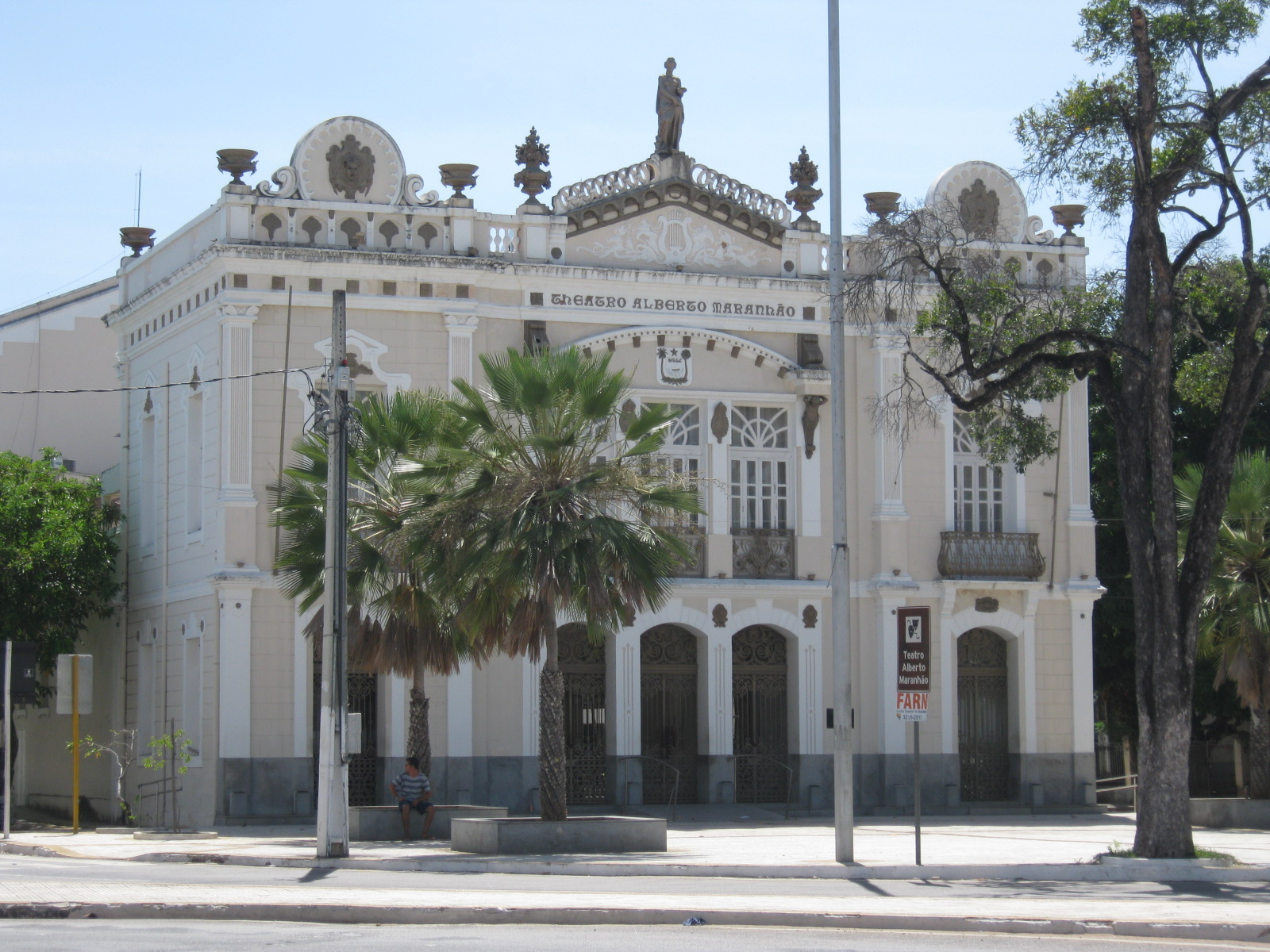
O Teatro Alberto Maranhão está localizado na Praça Augusto Severo.

A área onde hoje é a Praça Augusto Severo, já foi um pântano onde o Rio Potengi jogava as águas na maré cheia. O então governador Augusto Tavares Lyra, no dia 11 de junho de 1904, vendo Natal cheia de pessoas vindas do sertão decidiu emprega-las na construção e ajardinamento da nova praça da cidade.
O desenho original da praça foi feito pelo arquiteto Herculano Ramos. A sociedade natalense fez doações de plantas, como palmeiras imperiais, oitizeiros, dentre outras; para ornar a praça. Foram construídas galerias para o escoamento da água, todas as ruas ao redor da praça foram calçadas e foi instalado uma fonte de ferro fundido, confeccionada na Europa. Em 1913 a praça ganhou uma estátua de bronze de Augusto Severo, que foi inaugurada no dia de sua morte e está lá até hoje.

## Reformas

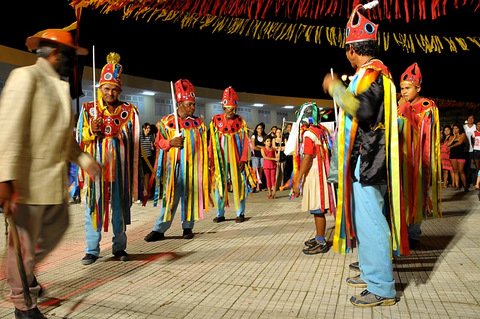
O Museu de Cultura Popular Djalma Maranhão foi construído junto com a reforma da praça.

Com as diversas reformas e a necessidade de melhorar o trânsito na região, a Praça Augusto Severo foi diminuindo ao longo do tempo e ficando do tamanho que tem hoje. Não se sabe ao certo quantas vezes a praça foi reformada.

### Reforma 2006 - 2008
Na administração do então prefeito Carlos Eduardo Alves, uma parte do bairro da Ribeira foi revitalizado, incluindo a região da Praça Augusto Severo. As obras de revitalização começaram no dia 11 de dezembro de 2006.
As obras de revitalização duraram um ano e foram entregues, inclusive a praça, no dia 27 de junho de 2008, com a realização de uma festa. A prefeitura investiu somente na praça e no antigo prédio da rodoviária o valor de R$ 3,2 milhões.
Antes dessa reforma, havia algumas vias cortando a praça, que foram eliminadas prolongando-a. Algumas árvores foram remanejadas e as que estavam doentes foram substituídas. Foi colocado um novo piso e novos postes de iluminação, além de grades de proteção para os pedestres nas calçadas no entorno da praça.

## Atividades
Hoje, a praça recebe alguns eventos culturais realizados pela prefeitura, governo do estado e entidades privadas em parceria com a prefeitura e com o governo do estado. São realizados na praça:
- Algumas Edições Forraço
- Polo do Agosto da Alegria